# Dobeni
Dobeni (węg. Székelydobó) – wieś w Rumunii, w okręgu Harghita, w gminie Mugeni. W 2011 roku liczyła 551 mieszkańców.